# Bloody Mama
Bloody Mama är en amerikansk långfilm från 1970 i regi av Roger Corman, med Shelley Winters, Pat Hingle, Don Stroud och Diane Varsi i rollerna. Filmen är löst baserad på rånarmamman Ma Barkers liv. Den handlar om hennes liv som rånare, man får se när hon och hennes fyra söner åker runt i USA. 1935 dör familjen, ihjälskjutna i Florida.

## Rollista
| Shelley Winters  | – 'Ma' Kate Barker     |
| Pat Hingle       | – Sam Adams Pendlebury |
| Don Stroud       | – Herman Barker        |
| Diane Varsi      | – Mona Gibson          |
| Bruce Dern       | – Kevin Dirkman        |
| Clint Kimbrough  | – Arthur Barker        |
| Robert De Niro   | – Lloyd Barker         |
| Robert Walden    | – Fred Barker          |
| Alex Nicol       | – George Barker        |
| Pamela Dunlap    | – Rembrandt            |
| Michael Fox      | – Dr. Roth             |
| Scatman Crothers | – Moses                |
| Stacy Harris     | – Agent McClellan      |
| Lisa Linsky      | – Young Kate           |
| Steve Mitchell   | – Sheriff              |